# Schinziella tetragona
Schinziella es un género monotípico de plantas con flores perteneciente a la familia Gentianaceae. Su única especie: Schinziella tetragona, es originaria de África.

## Descripción
Es una hierba perenne que alcanza un tamaño de 60 cm de alto. Tallo simple o escasamente ramificado desde la base, los ángulos ampliamente alados. Hojas sésiles, las más inferiores elíptico-ovadas a elípticas, de 5-15 mm de largo, 3-10 mm de ancho, obtusas o poco apiculadas;las superiores, lineales a lanceoladas, de 2-6 mm de largo, 1-2.5 mm de ancho, acuminadas. Las inflorescencias terminales, en cimas de cabezas compactas; con pedicelos de hasta 2 mm de largo. Flores de color blanco o amarillento, cada una con 2-3 brácteas de 3-4 mm de largo, 0,3 a 1 mm de ancho. Cáliz hialino; tubo de 3 mm de largo; lóbulos desiguales, 2 generalmente más que las otras 2, ovadas a triangular, 2-3 mm de largo, 1-2 mm de ancho, ápice acuminado, espeso, 2-3 nervada. Tubo de la corola ± 3-4 mm de largo; lóbulos oblongo-ovadas, de 2.5 a 3.2 mm de largo, 2-2.5 mm de ancho, obtusos a agudos.  Cápsula de 2.5-4 mm de largo, 1.5-2 mm de diámetro. Semillas ± 0,4 mm de diámetro.

## Taxonomía
Schinziella tetragona fue descrita por (Schinz) Gilg  y publicado en Die Natürlichen Pflanzenfamilien 4,2: 74. 1892.
Sinonimia
- Canscora tetragona Schinz	[3]